# Stig Wernstedt
Stig Lago Magnus Alarik Wernstedt,  född 11 november 1911 i Umeå, död 1 september 2000, var en svensk ämbetsman.
Wernstedt, som var son till major Gustaf Lago Wernstedt och Anna Hjelm, avlade studentexamen i Djursholm 1930 och blev juris kandidat vid Stockholms högskola 1936. Han genomförde tingstjänstgöring i Östernärkes domsaga 1936–1939, var fiskalsaspirant i Svea hovrätt 1939, blev amanuens vid socialdepartementet 1940, kanslisekreterare 1945, regeringsrättssekreterare 1947, kansliråd vid socialdepartementet 1959, byråchef vid Riksförsäkringsverket 1971 och var tillförordnad försäkringsdomare i Försäkringsdomstolen 1977–1978. Han var biträdande sekreterare i 1941 års hemortsförsvarssakkunniga, 1943 års civilförsvarsutredning, riksdagens andra särskilda utskott 1944, sekreterare i 1946 års kommitté för sjuksköterskeutbildning, i sjöarbetstidsutredningen 1957–1958 och vid Försvarshögskolan 1962. Han var chef för socialdepartementets byggnadsberednings kansli 1953–1958, extra föredragande i statens hyresråd 1956–1957 och medverkade i statlig personalutbildning 1979–1984. Han skrev Offentlighets- och sekretesspraxis efter 1980 (1985) och artiklar i tidskrifter. Wernstedt är begravd på Gamla kyrkogården i Strängnäs.